# 瀬戸内商店
株式会社瀬戸内商店（せとうちしょうてん）は、徳島県徳島市にある仏具等を扱う商店である。店名は瀬戸内神仏具店。文化勲章作家の瀬戸内寂聴の実家が営んでいる。指物職人だった寂聴の父・瀬戸内豊吉（旧姓・三谷）が始めた。